# Cedarville, New Jersey
Cedarville är en så kallad census-designated place i Cumberland County i New Jersey. Vid 2010 års folkräkning hade Cedarville 776 invånare.

## Kända personer från Cedarville
- Ephraim Bateman, politiker
- Jonathan Elmer, politiker